# Pernitz
Pernitz es un municipio situado en el distrito de Wiener Neustadt, en el estado de Baja Austria, Austria. Tiene una población estimada, a inicios de 2024, de 2523 habitantes.